# Арвід Ліндман
Саломон Арвід Ашатес Ліндман (швед. Salomon Arvid Achates Lindman; 19 вересня 1862; Естгаммар — 9 грудня 1936; Кройдон, Великий Лондон) — шведський контр-адмірал, промисловець і політик консервативного спрямування, прем'єр-міністр Швеції у 1906—1911 і потім у 1928—1930 роках. Також обіймав посади міністра з морських справ (1905) та міністра закордонних справ Швеції (1917).

## Біографія

### Ранні роки та кар'єра морського офіцера
Арвід Ліндман народився в містечку Остербібрюк, комуна Естгаммар у сім'ї керуючого директора Ашатеса Ліндмана і Ебби Дальгрен.
Кар'єра морського офіцера Арвіда Ліндмана тривала з 1882 по 1892 рік і досягла свого піку в 1907 році, коли він був призначений контр-адміралом у військово-морському резерві. За свою політичну кар'єру після цього він став відомий насамперед як «адмірал». Ліндман був генеральним директором компанії Iggesunds Bruk з 1892 по 1903 і Strömbacka bruks AB між 1903 і 1923. У 1904 він також став генеральним директором Televerket.

### Початок політичної кар'єри та перший уряд Ліндмана
У 1902 році він відхилив пропозицію обійняти посаду міністра фінансів у другому кабінеті Бострьома, але почав політичну кар'єру в 1905 році, коли став міністром з морських справ у кабінеті Лундеберга і членом Першої палати Риксдагу.
У 1906 році став прем'єр-міністром Швеції у помірковано-консервативному уряді. Ліндман зумів запровадити загальне виборче право для чоловіків-громадян за принципом «подвійної пропорційності» — в обох палатах парламенту — у 1907–09 роках. Його шестирічний уряд контролював ряд реформ у галузях промисловості, освіти та соціальної політики. Було призначено комітет з питань оборони, прийнято рішення про створення військово-морського флоту, а міжнародна позиція Швеції була підтверджена у пактах Північних і Балтійських країн. Політична та економічна опозиція призвела до загального страйку 1909 року, але він не вдався, і уряду Ліндмана було дозволено залишитися при владі, який нібито підтримував король.

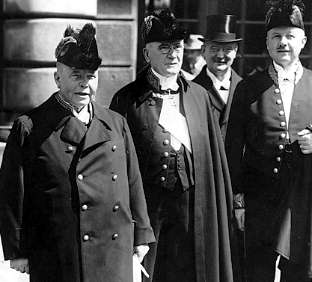
Арвід Ліндман (ліворуч) у дворі Стокгольмського палацу; 1928 рік

У 1912—1935 роках Ліндман перейшов до другої палати, де він був головою з перервою в 1917 році, коли він став міністром закордонних справ у кабінеті Сварца. Будучи провідною політичною фігурою, він дав королю пораду про створення кабінетів Гаммаршельда і Сварца, з метою блокування більш жорсткого консервативного лідера першого палати, Ернста Триггера.
Протягом 1913—1935 років Ліндман був головою національної організації правих партій, попередницею нинішньої Помірної коаліційної партії. Вона була рушійною силою в роботі по модернізації партійної організації, особливо після Конституційної зміна 1918 року, яка запровадила загальне чоловіче виборче право.

### Другий уряд Ліндмана
Після жорсткої боротьби за виборчу кампанію 1928 року, коли соціал-демократи спірним чином сформували коаліцію з деякими комуністами і зазнали великих втрат на виборах, Ліндман утворив праву владу в меншості. Уряд пішов у відставку в 1930 році після того, як «Фріманд» і «Соціал-демократи» заблокували пропозицію щодо підвищення митного збору на зерно, метою якого було зміцнення аграрного сектора.

### Смерть
Ліндман помер у авіакатастрофі 9 грудня 1936 року, коли Douglas DC-2, в якому він летів, врізався в будинки біля аеропорту Кройдон відразу після зльоту в густому тумані.

## Нагороди
Шведські:
- Орден Серафимів (1908)
- Орден Карла XIII (1917)
- Орден Вази (1897)

Іноземні:
- Орден Данеброг
- Орден Білої троянди
- Орден Почесного легіону
- Орден Трьох зірок
- Орден Корони
- Орден Олександра Невського
- Орден Карлоса III
- Королівський Вікторіанський орден